# Nandesari
Nandesari là một thị trấn thống kê (census town) của quận Vadodara thuộc bang Gujarat, Ấn Độ.

## Nhân khẩu
Theo điều tra dân số năm 2001 của Ấn Độ, Nandesari có dân số 7259 người. Phái nam chiếm 53% tổng số dân và phái nữ chiếm 47%. Nandesari có tỷ lệ 72% biết đọc biết viết, cao hơn tỷ lệ trung bình toàn quốc là 59,5%: tỷ lệ cho phái nam là 80%, và tỷ lệ cho phái nữ là 62%. Tại Nandesari, 13% dân số nhỏ hơn 6 tuổi.